# Sent Arroman (Alts Pirineus)
|  | No s'ha de confondre amb Sent Arroman (Gers). |

Sent Arroman (en francès Saint-Arroman) és un municipi francès situat al departament dels Alts Pirineus i a la regió d'Occitània.

## Demografia
| 1962                                       | 1968 | 1975 | 1982 | 1990 | 1999 | 2007 |
| ------------------------------------------ | ---- | ---- | ---- | ---- | ---- | ---- |
| 105                                        | 114  | 108  | 93   | 107  | 105  | 103  |
| Des de 1962: població sense dobles comptes |      |      |      |      |      |      |

## Administració
| Període | Identitat    | Partit |
| ------- | ------------ | ------ |
| 2008-   | Serge Sastre |        |